# Boninvleerhond
De boninvleerhond (Pteropus pselaphon)  is een zoogdier uit de familie van de vleerhonden (Pteropodidae). De wetenschappelijke naam van de soort werd voor het eerst geldig gepubliceerd door George Tradescant Lay in 1829. Lay had het dier op de Bonin-eilanden ontdekt tijdens de expeditie van het Britse schip HMS Blossom in de Stille Oceaan van 1825 tot 1828.

## Voorkomen
De soort komt voor op vier Bonin-eilanden (Japan): Chichijima, Hahajima, en Noord- en Zuid-Iwo Jima.
Pteropus admiralitatum · Pteropus aldabrensis · Pteropus alecto · Pteropus anetianus · Pteropus aruensis · Pteropus brunneus · Pteropus caniceps · Halstervleerhond (Pteropus capistratus) · Pteropus chrysoproctus · Pteropus cognatus · Pteropus conspicillatus · Pteropus dasymallus · Pteropus faunulus · Pteropus fundatus · Vliegende vos (Pteropus giganteus) · Pteropus gilliardorum · Pteropus griseus · Pteropus howensis · Pteropus hypomelanus · Chuukvleerhond (Pteropus insularis) · Pteropus intermedius · Pteropus keyensis · Comorenvleerhond (Pteropus livingstonii) · Pteropus lombocensis · Pteropus loochoensis · Lyles vleerhond (Pteropus lylei) · Pteropus macrotis · Pteropus mahaganus · Pteropus mariannus · Pteropus melanopogon · Pteropus melanotus · Pohnpeivleerhond (Pteropus molossinus) · Pteropus neohibernicus · Zwarte vleerhond (Pteropus niger) · Pteropus nitendiensis · Pteropus ocularis · Pteropus ornatus · Pteropus pelewensis · Pteropus personatus · Pteropus pilosus · Pteropus pohlei · Grijskopvleerhond (Pteropus poliocephalus) · Boninvleerhond (Pteropus pselaphon) · Pteropus pumilus · Pteropus rayneri · Pteropus rennelli · Rodriguesvleerhond (Pteropus rodricensis) · Rode vleerhond (Pteropus rufus) · Pteropus samoensis · Pteropus scapulatus · Pteropus seychellensis · Pteropus speciosus · Pteropus subniger · Pteropus temminckii · Pteropus tokudae · Tongavleerhond (Pteropus tonganus) · Pteropus tuberculatus · Pteropus ualanus · Kalong (Pteropus vampyrus) · Pteropus vetulus · Pembavleerhond (Pteropus voeltzkowi) · Pteropus woodfordi · Pteropus yapensis